# Gallerucida flavipennis
Gallerucida flavipennis es una especie de insecto coleóptero de la familia Chrysomelidae.
Fue descrita científicamente en 1872 por Solsky.